# Chromodynamiczna próżnia kwantowa
Chromodynamiczna próżnia kwantowa (ang. QCD vacuum) – odpowiednik próżni w chromodynamice kwantowej. Jest przykładem nieperturbacyjnego stanu próżni, charakteryzującego się wieloma niezanikającymi kondensatami, jak kondensat gluonowy czy kondensat kwarkowy. Kondensat określa fazę normalną lub fazę ograniczoną materii kwarkowej.
Innym przykładem próżni w teorii pola jest elektrodynamiczna próżnia kwantowa.

## Symetria i jej łamanie

### Symetrie lagranżjanu chromodynamiki kwantowej
Jak każda relatywistyczna teoria pola, chromodynamiczna próżnia kwantowa spełnia symetrię Poincarégo, włączając w to dyskretną symetrię CPT. Oprócz tego posiada swoje własne symetrie. Posiada własną, lokalną symetrię cechowania SU(3).
Ponieważ istnieje wiele zapachów kwarków, próżnia QCD posiada przybliżony zapach i symetrię chiralną. Mówi się, że to przybliżenie jest chiralnym limitem chromodynamiki kwantowej. Chiralne symetrie pociągają za sobą zachowanie symetrii liczby barionowej. Jedną ze złamanych symetrii jest symetria osiowa U(1) grupy zapachu. Złamanie to jest spowodowane anomalią chiralną.
Podsumowując, lagranżjan chromodynamiczny posiada następujące symetrie:
- symetrię Poincarégo i niezmienniczość CPT,
- lokalną symetrię cechowania SU(3),
- przybliżoną globalną symetrię chiralną zapachu SU(Nf)XSU(Nf) oraz symetrię liczby barionowej U(1).

Następujące klasyczne symetrie są złamane:
- skali, np. symetria konformalna (anomalia skali), co prowadzi do swobody asymptotycznej,
- osiowa część symetrii chiralnej U(1) zapachu (anomalia chiralna), co prowadzi do silnego problemu CP.

### Spontaniczne łamanie symetrii
Kiedy hamiltonian układu (lub lagranżjan) posiada określoną symetrię, ale brak jej dla stanu podstawowego (np. próżni), mówi się, że zachodzi spontaniczne łamanie symetrii (SSB).
Znany przykład tego zjawiska występuje w ferromagnetykach. Mikroskopowo, materiał złożony z atomów o niezerowym spinie, z których każdy zachowuje się jak miniaturowy magnes sztabkowy (jest dipolem magnetycznym). Hamiltonian dla materiału, opisujący oddziaływania pomiędzy sąsiednimi dipolami, jest niezmienniczy względem obrotów. W wysokiej temperaturze, magnetyzm nie występuje w dużej próbce materiału. Mówi się, że symetria hamiltonianu jest spełniana przez system. Niemniej jednak w niższej temperaturze cały materiał się magnetyzuje. Magnetyzacja ta posiada preferowany kierunek. W tym przypadku dochodzi do spontanicznego złamania symetrii w rotacyjnej symetrii hamiltonianu.
Kiedy ciągła symetria zostaje spontanicznie złamana, pojawiają się bezmasowe bozony, związane z pozostałą symetrią. Nazywa się to fenomenem Goldstone’a a same bozony – bozonami Goldstone’a.

### Symetrie chromodynamicznej próżni kwantowej
W teorii symetria chiralna zapachu SU(Nf) × SU(Nf) lagranżjanu chromodynamicznego jest złamana w stanie próżni. Symetria stanu próżni jest diagonalną częścią SU(Nf) grupy chiralnej. Objawem tego jest formacja niezerowego kondensatu chiralnego {\displaystyle \langle {\overline {\psi }}_{i}\psi _{i}\rangle ,} gdzie ψi jest kwarkowym operatorem pola, a indeks zapachowy i jest sumowany. Złamaniem symetrii bozonów Goldstone’a są pseudoskalarne mezony.
Kiedy Nf=2, np. gdy tylko kwarki u i d są traktowane jako bezmasowe, trzy piony są bozonami Goldstone’a. Gdy kwark s również jest traktowany jak bezmasowy, np. gdy Nf=3, wszystkich osiem pseudoskalarnych mezonów modelu kwarkowego staje się bozonami Goldstone’a. Efektywne masy tych mezonów wynikają z (małych) mas kwarków, na mocy teorii perturbacji chiralnych.
W innych fazach materii kwarkowej pełna chiralna symetria zapachu może być zachowana, lub złamana w zupełnie inny sposób.

### Świadectwa: konsekwencje eksperymentalne
Dowody na istnienie kondensatów chromodynamicznych pochodzą z dwóch głównych obszarów: z czasów przed odkryciem chromodynamiki, tj. z lat 1950–1973, oraz z czasów po jej odkryciu, po roku 1974. Wyniki uzyskane w tym pierwszym okresie wskazały, że silne oddziaływania próżni zawierają chiralny kondensat kwarkowy, podczas gdy późniejsze wykazały istnienie w próżni również kondensatu gluonowego.

#### Przed rokiem 1974: Sprzężenie gradientu
W latach pięćdziesiątych XX wieku podjęto wiele prób stworzenia teorii pola opisującej oddziaływania pionów z nukleonami. Oczywiste, renormalizowalne oddziaływanie pomiędzy dwoma obiektami jest sprzężeniem Yukawy do pseudoskalaru:
{\displaystyle L_{I}={\bar {N}}\gamma _{5}\pi N.}
Jest to teoretycznie poprawne, jako że pozwala osiągnąć cel i bierze pod uwagę wszystkie symetrie. Tym niemniej, nie odpowiada to wynikom eksperymentów. Interakcja wiąże parę nukleonów z gradientem pola pionu.
{\displaystyle g{\bar {N}}\gamma ^{\mu }\partial _{\mu }\pi N.}
Jest to model sprzężenia gradientowego. Oddziaływanie posiada silną zależność od energii – całkowicie zanika przy zerowym momencie pędu. Ten rodzaj sprzężenia oznacza, że przy niskim momencie piony w stanie koherentnym ledwie ze sobą oddziałują. Jest to przejaw przybliżonej symetrii, przesunięcia symetrii pola pionów. Podstawienie
{\displaystyle \pi \to \pi +C}
pozostawia sprzężenie gradientowe, ale nie sprzężenie pseudoskalarowe.
Nowoczesne wytłumaczenie przesunięcia symetrii po raz pierwszy zaproponował Yoichiro Nambu. Pole pionu jest bozonem Goldstone’a, a przesunięta symetria jest najniższym przybliżeniem poruszania się po linii prostej.

#### Przed rokiem 1974: relacja Goldbergera-Treimana
Istnieje tajemnicze powiązanie pomiędzy sprzężeniem oddziaływań silnych pionu z nukleonami, współczynnika g w modelu sprzężenia gradientowego oraz współczynnika osiowego wektora przepływu nukleonu, który określa słabą szybkość zaniku neutronu. Relacją to jest:
{\displaystyle g_{\pi NN}F_{\pi }=G_{A}M_{N}}
i jest ona spełniona z 10-procentową dokładnością.
Stała {\displaystyle G_{A}} jest współczynnikiem, który odpowiada za słaby okres zaniku neutronu. Daje ona normalizację macierzy elementów oddziaływania słabego nukleonów. Z drugiej strony, sprzężenie pion-nukleon jest fenomenologicznie stałe w opisywaniu rozpraszania stanów granicznych kwarków i gluonów.
Oddziaływania słabe są oddziaływaniami typu przepływ-przepływ, ponieważ pochodzą z nieabelowej teorii cechowania. Relacja Goldbergera-Treimana sugeruje, że piony z jakiegoś powodu oddziałują tak, jakby były powiązane z tym samym przepływem symetrii.

#### PCAC
Fenomen prowadzący do relacji Goldbergera-Treimana nazywany jest hipotezą „częściowo zachowanego wektora prądu” (ang. Partially Conserved Axial Current – PCAC). „Częściowo zachowany” to archaiczne określenie na „spontanicznie złamany”, a „prąd osiowy” nazywany jest teraz prądem chiralno-symetrycznym.
Idea polega na tym, że prąd symetrii, odpowiedzialny za rotacje osiowe pól fundamentalnych, nie zachowuje próżni. Oznacza to, że prąd J przyłożony do próżni wytwarza cząstki. Cząstki te muszą być skalarami, inaczej próżnia nie będzie niezmiennikiem Lorentza. Porównując indeksy, element macierzowy wynosi:
{\displaystyle J_{\mu }|0\rangle =k_{\mu }|\pi \rangle ,}
gdzie {\displaystyle k_{\mu }} jest momentem unoszonym przez utworzony pion. Ponieważ dywergencja operatora prądu osiowego wynosi zero, musimy mieć
{\displaystyle \partial _{\mu }J^{\mu }|0\rangle =k^{\mu }k_{\mu }|\pi \rangle =m_{\pi }^{2}|\pi \rangle =0.}
Stąd piony są bezmasowe, {\displaystyle m_{\pi }^{2}=0,} zgodnie z teorią Goldstone’a.
Teraz, gdy rozważamy element macierzy rozpraszania, mamy
{\displaystyle k_{\mu }\langle N(p)|\pi (k)N(p')\rangle =\langle N(p)|J_{\mu }|N(p')\rangle .}
Czynnik momentu, którym jest gradient w sprzężeniu, przyjmuje taką samą formę jak prąd osiowy przemieniający neutron w proton w formie prąd-prąd oddziaływań słabych.
{\displaystyle \langle N|J^{\mu }|N\rangle \langle e|J_{\mu }|\nu \rangle .}

## Modele chromodynamicznej próżni kwantowej
Pełne rozwiązanie chromodynamiki daje automatycznie pełny opis chromodynamicznej próżni, uwięzienia koloru oraz spektrum hadronów. Krata chromodynamiczna czyni szybkie postępy dostarczając rozwiązań takich, jak systematycznie usprawniane obliczenia numeryczne. Aczkolwiek modele przybliżone pozostają użyteczne w bardziej ograniczonych dziedzinach. Celem tych modeli jest nadanie ilościowego sensu pewnym kondensatom i właściwościom hadronów takim jak masa czy czynniki formujące.